# Escuela de los sextios
La escuela de los sextios fue una escuela filosófica influenciada por el estoicismo y el neopitagorismo, aunque adaptada al carácter romano, fundada en Roma alrededor de los año 50-40 a. C. por Quinto Sextio.

## Historia
La escuela fue continuada por el hijo del fundador, Sextio Niger, y duró más de medio siglo, hasta el año 19, cuando se cerró tras el decreto del emperador Tiberio que prohibía los ritos extranjeros. Los sextios no eran hostiles a las instituciones públicas siempre que aseguraran la paz y la libertad, pero ciertamente sospechaban del poder político.

### Filosofía
Existen pocas fuentes primarias sobre la escuela, y la literatura secundaria es casi inexistente.
Fue quizás la única escuela filosófica inspirada en el concepto típicamente romano de mejorar la práctica del ejercicio concreto de las virtudes en lugar de la especulación teórica, enfatizó el ascetismo y entrenamiento moral.
Se caracterizó principalmente como una escuela de medicina filosófica, mezclando el estoicismo con elementos del pitagorismo, platonismo, cinismo y aristotelismo, todos los principios doctrinales que deberían ser transfundidos en sabios comportamientos para lograr una vida feliz.
Los sextianos, como las escuelas helenísticas, desarrollaron un sistema hacia la eudaimonia. Alcanzar ese objetivo fue posible al involucrarse en la correspondencia entre las palabras y la vida, como ser vegetariano, tener exámenes nocturnos de conciencia, y creer que un poder incorpóreo evasivo impregna el cuerpo. A través del examen de la filosofía de Papirio Fabiano, también parece haber una crítica de la riqueza, de hecho, la virtud y evitar el consumismo eran necesarias para la felicidad eterna. También hicieron hincapié en la honestidad. A diferencia del estoicismo, la escuela también aboga por evitar la política.
Si bien Séneca el Joven combina la escuela con el estoicismo, los sextianos no estaban tan inclinados a ejercicios lógicos rigurosos ni a ningún pensamiento abstracto oscuro. En este sentido, estaba más cerca del cinismo que del estoicismo.
A la escuela pertenecían, entre otros, el gramático griego Lucio Crasicio Pansa, el enciclopedista y médico Aulo Cornelio Celso, discípulo de Quinto y Sextio Niger, y los preceptores del propio Séneca, el retórico Papirio Fabiano y el filósofo neopitagórico Soción.